# Clásica de Almería 2011
La Clásica de Almería 2011, ventiseiesima edizione della corsa e valida come prova del circuito UCI Europe Tour 2011 categoria 1.1, si tenne il 27 febbraio 2011 su un percorso di 179,5 km. Fu vinta dall'italiano Matteo Pelucchi, che giunse al traguardo con il tempo di 4h22'56" alla media di 40,9 km/h.
Furono 92 i ciclisti che portarono a termine la gara.

## Ordine d'arrivo (Top 10)
| Pos. | Corridore           | Squadra          | Tempo    |
| ---- | ------------------- | ---------------- | -------- |
| 1    | Matteo Pelucchi     | Geox-TMC         | 4h22'56" |
| 2    | José Joaquín Rojas  | Movistar Team    | s.t.     |
| 3    | Pim Ligthart        | Vacansoleil      | s.t.     |
| 4    | Christophe Laborie  | Saur-Sojasun     | s.t.     |
| 5    | Bartłomiej Matysiak | CCC-Polsat       | s.t.     |
| 6    | Aitor Galdós        | Caja Rural       | s.t.     |
| 7    | Diego Milán         | Caja Rural       | s.t.     |
| 8    | Robert Förster      | UnitedHealthcare | s.t.     |
| 9    | Michał Gołaś        | Vacansoleil      | s.t.     |
| 10   | Juan José Lobato    | Andalucía        | s.t.     |